# Lista de episódios de Avengers Assemble
Avengers Assemble é uma série animada de televisão baseada nas histórias em quadrinhos dos Vingadores publicadas pela Marvel Comics, a série estreou em 26 de maio de 2013 no Disney XD. Até 23 de março de 2019, 126 episódios de Avengers Assemble foram ao ar.
Em 1 de junho de 2015, Avengers Assemble foi renovada para uma terceira temporada, renomeando a série para Avengers: Ultron Revolution, que estreou no Disney XD em 13 de março de 2016. Foi renovada para uma quarta temporada intitulada Avengers: Secret Wars e uma quinta temporada intitulada Avengers: Black Panther's Quest.

## Guia de temporadas
| Temporada | Temporada | Episódios | Exibição               | Exibição                |
| Temporada | Temporada | Episódios | Inicio da Temporada    | Final da Temporada      |
| --------- | --------- | --------- | ---------------------- | ----------------------- |
|           | 1         | 26        | 26 de maio de 2013     | 25 de maio de 2014      |
|           | 2         | 26        | 28 de setembro de 2014 | 20 de setembro de 2015  |
|           | 3         | 26        | 13 de março de 2016    | 28 de janeiro de 2017   |
|           | 4         | 25        | 17 de junho de 2017    | 11 de março de 2018     |
|           | 5         | 23        | 23 de setembro de 2018 | 24 de fevereiro de 2019 |

## Primeira Temporada
| Episódio série # | Episódio # | Título                               | Dirigido por  | Exibição                |
| --- | ---------- | ------------------------------------ | ------------- | ----------------------- |
| 1 | 1          | ""O Protocolo Vingadores (Parte 1)"" | Eric Radomski | 26 de maio de 2013      |
| Os Vingadores se reúnem quando o Caveira Vermelha (que está morrendo devido a falta do soro do super soldado) e MODOK sequestram o Capitão América durante o ataque da Hidra em Liberty Island. Os heróis devem se reunir novamente para salvar o Capitão América antes que o Caveira Vermelha transfira sua mente para o corpo do Capitão América. |            |                                      |               |                         |
| 2 | 2          | ""O Protocolo Vingadores (Parte 2)"" | Eric Radomski | 26 de maio de 2013      |
| Os Vingadores recuam para a Mansão dos Vingadores para salvar a vida do Homem de Ferro depois que sua armadura foi roubada pelo Caveira Vermelha no último minuto de uma batalha bem sucedida. MODOK usa sua tecnologia de controle mental nos Vingadores fazendo com que eles ataquem brutalmente uns aos outros. Enquanto isso, o Caveira Vermelha se infiltra no Mansão para realizar um ato tortuoso que coloca toda a cidade de Manhattan em risco. Depois que a missão dele falha, o Caveira destrói a Mansão, fazendo com que os Vingadores se mudem para a Torre Stark, depois o Caveira envia um convite para vários vilões para participar de sua Cabala. |            |                                      |               |                         |
| 3 | 3          | ""Ghost of a Chance""                | Jeff Allen    | 7 de julho de 2013      |
| Depois que os Vingadores são vítimas de troca de corpo por Fantasmas dos Espaço, Falcão está sozinho para salvar sua equipe e parar uma invasão de outra dimensão no Planeta Terra. |            |                                      |               |                         |
| 4 | 4          | ""The Serpent of Doom""              | Tim Eldred    | 14 de julho de 2013     |
| Thor acredita que ele deve se sacrificar para salvar o mundo do Doutor Destino, quando ele convoca a Serpente de Midgard usando uma poderosa arma Asgardiana roubado de Ulik. |            |                                      |               |                         |
| 5 | 5          | ""Blood Feud""                       | Jeff Allen    | 21 de julho de 2013     |
| Os Vingadores enfrentam o Drácula e seu exército de vampiros, depois que Drácula transforma parcialmente a Viúva Negra em uma vampira. É uma corrida contra o tempo para impedir a Viúva de se tornar uma vampira completa. |            |                                      |               |                         |
| 6 | 6          | ""Super-Adaptoid""                   | Tim Eldred    | 28 de julho de 2013     |
| Os Vingadores lutam contra um robô de alta tecnologia chamado Super-Adaptoid, que foi criado por Justin Hammer, como uma maneira de impressionar o Caveira Vermelha e entrar para a Cabala. Capitão América é o último homem em pé contra a inteligência artificial no final. |            |                                      |               |                         |
| 7 | 7          | ""Hyperion""                         | Jeff Allen    | 4 de agosto de 2013     |
| Um ser todo-poderoso nomeado Hyperion chega para salvar a Terra. Mas quando seus métodos para manter a paz na Terra se tornam muito radical, logo depois que ele quase mata o Destruidor, os Vingadores devem enfrentá-lo para salvar a humanidade do domínio total. |            |                                      |               |                         |
| 8 | 8          | ""Molecule Kid""                     | Tim Eldred    | 11 de agosto de 2013    |
| Gavião Arqueiro e Viúva Negra assumem uma missão secreta da S.H.I.E.L.D. de trazer o filho do Homem-Molecular, mas Nick Fury quer manter em sigilo do Homem de Ferro. Quando ele revela ter uma arma que foi criada pelo Homem-Molecular, eles perceberam que manter a missão em segredo pode ser um erro fatal quando os agentes da I.M.A., MODOK, e o Super-Adaptoid tem como alvo o filho do Homem-Molecular, de modo que o Caveira Vermelha pode moldar o mundo em sua própria visão. |            |                                      |               |                         |
| 9 | 9          | ""Depth Charge""                     | Jeff Allen    | 15 de setembro de 2013  |
| Durante uma luta com um monstro gigante, Hulk percebe que algo deu medo no monstro para que ele fugisse para Manhattan. Uma onda se aproxima anunciando que Attuma está tentando afundar Manhattan com seu exército de atlantes. Hulk é obrigado a provar sua força ou perecer tentando impedir Manhattan de afundar. |            |                                      |               |                         |
| 10 | 10         | ""The Doomstroyer""                  | Tim Eldred    | 22 de setembro de 2013  |
| Doutor Destino assume o comando da armadura Destroyer. Thor tem de convencer a equipe a confiar em uma pessoa que pode ser capaz de detê-lo que é Loki. |            |                                      |               |                         |
| 11 | 11         | ""Hulked Out Heroes""                | Jeff Allen    | 29 de setembro de 2013  |
| A equipe dos Vingadores aprende o que é ser um Hulk quando um vírus da Radiação gama lançado pelo Caveira Vermelha e os Blood Brothers os transforma em monstros furiosos. A dupla de Hulk e Viúva Negra é a última linha de defesa entre a cidade e os Hulk-Vengers antes que o vírus os mate. |            |                                      |               |                         |
| 12 | 12         | ""Avengers: Impossible""             | Tim Eldred    | 20 de outubro de 2013   |
| Os Vingadores ficam com o mundo virado de ponta-cabeça quando o vilão faz Falcão a estrela do seu próprio filme de ação. As coisas pioram quando um grupo de reconhecimento Chitauri chegam para capturar o Homem Impossível. |            |                                      |               |                         |
| 13 | 13         | ""In Deep""                          | Jeff Allen    | 17 de novembro de 2013  |
| Homem de Ferro e Capitão América se disfarçam de Ceifador e Ossos Cruzados (que os Vingadores capturaram anteriormente) para se infiltrar na Cabala do Caveira Vermelha, mas quando os planos táticos falham, eles são forçados a derrubar toda a Cabala sozinhos. |            |                                      |               |                         |
| 14 | 14         | ""Hulk's Day Out""                   | Tim Eldred    | 24 de novembro de 2013  |
| Quando o Hulk acidentemente cai na Terra com amnésia, Capitão América, Gavião Arqueiro, e Falcão devem reconstruir o dia do Hulk para descobrirem o que ameaça o mundo, eles encontram o Coisa , Homem-Aranha, e Glorian ao longo do caminho. Enquanto isso, o Homem de Ferro tenta descobrir o que está por trás da tempestade que está afetando a Terra e a sua conexão com a Lua. Depois a equipe dos "Vingadores" encontram os Badoon causando estragos na Lua. |            |                                      |               |                         |
| 15 | 15         | ""Planet Doom""                      | Jeff Allen    | 8 de dezembro de 2013   |
| Após Thor ter uma breve discussão com seu pai Odin sobre a sua obsessão por Midgard, Heimdall relata que Midgard desapareceu da sua visão. Thor retorna a terra , mas ele encontra o planeta sob o domínio do Doutor Destino, que mudou drasticamente o passado para garantir que a equipe de Vingadores nunca se formassem. Thor deve juntar-se com defensores desta linha do tempo para derrotar o Destino e desfazer a mudança temporal. |            |                                      |               |                         |
| 16 | 16         | ""Bring on the Bad Guys""            | Tim Eldred    | 16 de fevereiro de 2014 |
| Durante a reunião com Attuma, Drácula, MODOK, Caveira Vermelha decidi que a Cabala precisa ser mais unida se eles querem derrotar a equipe dos Vingadores. A Equipe dos Vingadores começam a ver o quão duro é a Cabala, e eles precisam derrubá-los de uma vez por todas. |            |                                      |               |                         |
| 17 | 17         | ""Savages""                          | Jeff Allen    | 2 de março de 2014      |
| Quando o Homem de Ferro se torna muito dependente de sua própria tecnologia, Capitão América o desafia a ficar sem sua armadura por um dia inteiro. O desafio foi aceito, mas ficou complicado quando Stark os leva para a Terra Selvagem. Eles descobrem que Justin Hammer em sua ultima tentativa de "entrar no Cabala" fazendo mineração da Terra procurando Vibranium maciço. Stark deve motivar uma Tribo de pacifistas locais para ajudá-los a derrotar Hammer. |            |                                      |               |                         |
| 18 | 18         | ""Mojo World""                       | Tim Eldred    | 9 de março de 2014      |
| Hulk e Gavião Arqueiro de repente se encontram presos em um jogo de morte, sob o comando de um mestre intergaláctico chamado Mojo, agora precisam se aliar a um robô chamado Torgo e escapar da arena. |            |                                      |               |                         |
| 19 | 19         | ""The Ambassador""                   | Jeff Allen    | 16 de março de 2014     |
| A equipe dos Vingadores arriscam suas vidas para proteger o Doutor Destino da Cabala. |            |                                      |               |                         |
| 20 | 20         | ""All-Father's Day""                 | Tim Eldred    | 23 de março de 2014     |
| Odin aparece na Torre dos Vingadores exigindo que Thor deixe a sua "diversão" em Midgard e retorne para Asgard. Thor promete que se ele não puder provar a sua utilidade na Terra, ele voltará para casa para sempre. Claro que isso prova ser um problema quando Mangog chega à Terra para se vingar de Odin. |            |                                      |               |                         |
| 21 | 21         | ""By the Numbers""                   | Jeff Allen    | 30 de março de 2014     |
| Os Vingadores e a Cabala tem um enorme confronto que muda a equipe para sempre. Homem de Ferro também aprende que não se pode confiar nas "estatísticas do sistema", e que não há nenhum substituto para a intuição humana. Isso mesmo da um ponto para o Homem de Ferro, quando os Vingadores e a Cabala tem como alvo o Tesseract. |            |                                      |               |                         |
| 22 | 22         | ""Guardians and Space Knights""      | Tim Eldred    | 6 de abril de 2014      |
| Quando Galactus ataca a Terra, o Homem de Ferro se sacrifica a ele e o leva a outro planeta. Os Vingadores rastreiam a localização do Homem de Ferro em um planeta distante, eles descobrem que ele esta e sob a proteção dos Guardiões da Galáxia. O povo D'Bari estão sendo evacuados do planeta, a equipe dos Vingadores e os Guardiões da Galáxia terão trabalho para parar Galactus, enquanto se perguntam, por que o Homem de Ferro levou o Galactus para o planeta D'Bari. |            |                                      |               |                         |
| 23 | 23         | ""One Little Thing""                 | Jeff Allen    | 13 de abril de 2014     |
| Homem de Ferro e o Homem-Formiga estão tentando estabilizar as partículas Pym, que pode diminuir ou aumentar a matéria, Falcão chega com uma notícia terrível, que sua mãe Darlene está vindo para visitá-los, mas ela não sabe que ele é um Vingador. Enquanto o Homem de Ferro e Homem-Formiga trabalham para resgatar as partículas Pym, os outros tem que ajudar o Falcão a convencer sua mãe que ele ainda é um estagiário da S.H.I.E.L.D.. |            |                                      |               |                         |
| 24 | 24         | ""Crime and Circuses""               | Tim Eldred    | 11 de maio de 2014      |
| Quando o Circo do Crime volta para a cidade, o passado obscuro do Gavião Arqueiro começa a vir à tona, e coloca os Vingadores em perigo. Quando o "Mestre do Picadeiro" controla a mente dos Vingadores, exceto o Falcão. O Gavião Arqueiro descobre que ser honesto com seus companheiros de equipe é mais importante do que tentar esconder seus erros de seu passado. |            |                                      |               |                         |
| 25 | 25         | ""Exodus""                           | Jeff Allen    | 18 de maio de 2014      |
| o orgulho do Homem de Ferro é abalado depois que ele coloca o Falcão no caminho do perigo. Quando a Cabala puxa o gatilho em seus planos finais, o Homem de Ferro tem de pôr de lado os seus dilemas pessoais e se tornar o líder que ele nasceu para ser. |            |                                      |               |                         |
| 26 | 26         | ""The Final Showdown""               | Tim Eldred    | 25 de maio de 2014      |
| Com o Tesseract nas mãos do Caveira Vermelha, o mundo está em um perigo catastrófico. O Homem de Ferro percebe que se unir com o resto da Cabala pode ser a única chance de vitória. |            |                                      |               |                         |

## Segunda Temporada
Em 26 de julho de 2014, a série foi renovada para uma segunda temporada. Joe Kelly confirmou que está em produção. A primeira metade da temporada a equipe lida de frente com Thanos, com ele a caça das Joias do infinito. A segunda metade detalha o retorno de Ultron e seus planos para exterminar a raça humana. Há também uma subtrama detalhando a chegada do Esquadrão Supremo. Os dois últimos episódios detalham a fuga de Thanos pela Ordem Negra e seu ataque à Terra.
| Episódio série # | Episódio # | Título                        | Dirigido por  | Exibição                |
| --- | ---------- | ----------------------------- | ------------- | ----------------------- |
| 27 | 01         | ""The Arsenal""               | Tim Eldred    | 28 de setembro de 2014  |
| Quando Caveira Vermelha vem dentro de uma nave caindo na Terra, com uma frota de naves alienígenas o perseguindo, os Vingadores descobrem que há um vilão em seu meio mil vezes mais perigoso do que a Cabala, e atende pelo nome de Thanos. Ao encontrarem em posse do Caveira Vermelha uma Gema do Infinito, a equipe dos Vingadores vão até uma cidade interditada por "radiação gama", para procurar algo chamado Arsenal. |            |                               |               |                         |
| 28 | 02         | ""Thanos Rising""             | Phil Pignotti | 5 de outubro de 2014    |
| Com a ajuda do Arsenal, os Vingadores devem impedir o Thanos de conseguir as Joias do infinito (uma fonte de energia tão poderosa que poderia causar destruição em massa). Suas lutas os leva para a Área Azul da Lua onde vive o Uatu, o Vigia, que permite que os Vingadores usem sua base para descobrirem tudo sobre Thanos. |            |                               |               |                         |
| 29 | 03         | ""Valhalla Can Wait""         | Tim Eldred    | 12 de outubro de 2014   |
| Graças aos truques do Loki, Hulk e Thor são levados a uma batalha e transportados para Valhalla para descobrir quem é o mais forte de uma vez por todas. Mas sob o governo de Hela, que os desafia dizendo que apenas o perdedor de seu concurso pode retornar ao Planeta Terra, enquanto o vencedor se tornará seu prisioneiro e campeão. Enquanto isso, Loki usa o chifre da Hela para desencadear um exército de esqueletos e invadir a Terra. |            |                               |               |                         |
| 30 | 04         | ""Ghosts of the Past""        | Phil Pignotti | 26 de outubro de 2014   |
| Caveira Vermelha tem informações que pode ajudar os Vingadores a salvar o mundo de Thanos, mas um intruso sequestra o Caveira Vermelha antes que eles pudessem obter as informações. Capitão América descobre que o invasor não é ninguém menos que o seu velho amigo Bucky Barnes (agora o Soldado Invernal), que está de volta em busca de vingança. |            |                               |               |                         |
| 31 | 05         | ""Beneath the Surface""       | Tim Eldred    | 2 de novembro de 2014   |
| Quando o Gavião Arqueiro e a Viúva Negra tropeçam em cima da Serpente Crown, eles devem trabalhar em conjunto com os atlantes, liderados pela ex-conselheira do Attuma Lady Zartra, para parar o batalhão de Attuma de destruir Atlantis e controlar a besta Giganto. |            |                               |               |                         |
| 32 | 06         | ""Nighthawk""                 | Phil Pignotti | 9 de novembro de 2014   |
| Quando um novo vilão misterioso chamado Falcão Noturno usa medidas contra os Vingadores, criadas pelo Falcão quando ele estava na S.H.I.E.L.D. para derrubar os Vingadores, um por um, Falcão deve descobrir uma maneira de salvar a sua equipe. |            |                               |               |                         |
| 33 | 07         | ""The Age of Tony Stark""     | Tim Eldred    | 16 de novembro de 2014  |
| Quando a joia do Tempo penetra no Reator-Arc do Tony Stark, faz com que ele comece a rejuvenecer, entre outros perigos temporais causados por ela como: dinossauros, Robôs do futuro e esquadrões perdidos da Hidra, na Cidade de Nova Iorque. As coisas pioram quando o Caveira Vermelha é libertado durante a crise. |            |                               |               |                         |
| 34 | 08         | ""Head to Head""              | Phil Pignotti | 25 de janeiro de 2015   |
| Depois de impedir a I.M.A. de lançar um míssil, o Homem de Ferro pensa que os Vingadores são quase perfeitos. Mas quando MODOK usa a joia da mente para assumir o controle da S.H.I.E.L.D., os Vingadores devem aprender a trabalhar com os corpos trocados, a fim de derrotar MODOK e recuperar a joia da mente. Agora cabe ao Gavião Arqueiro (no corpo do Thor) convencer o Homem de Ferro (no corpo do Gavião) que eles têm que se tornarem mais do que perfeitos. |            |                               |               |                         |
| 35 | 09         | ""The Dark Avengers""         | Tim Eldred    | 1 de fevereiro de 2015  |
| Em uma realidade invertida, onde super-heróis são supervilões e vice-versa, o Homem de Ferro recebe uma visão estranha, depois de enfrentar o Esquadrão Supremo. Ele e as versões "mal" dos outros Vingadores descobrem que o Esquadrão Supremo tem a Joia da Realidade, e a usaram para mudar o mundo à sua imagem. |            |                               |               |                         |
| 36 | 10         | ""Back to the Learning Hall"" | Phil Pignotti | 8 de fevereiro de 2015  |
| Thor é chamado para voltar a Asgard como convidado para o Salão de aprendizagem de Asgard para os Jogos de aprendizagem, Hulk e Gavião Arqueiro o seguem. Enquanto isso, terremotos ocorrem na Terra, e ela e Asgard estão sendo puxadas em direção a outra pela Joia do Espaço que está na posse de Loki. |            |                               |               |                         |
| 37 | 11         | ""Downgraded""                | Tim Eldred    | 15 de fevereiro de 2015 |
| Depois que os Vingadores param a Gangue da Demolição de usar armamento de um armazém abandonado da I.M.A., Falcão mostra ao Gavião Arqueiro seu armamento atualizado, porém um portal de Asgard os transporta para Vanaheim. Uma vez lá, a Sombra Nyx drena a eletricidade do Falcão e eles são salvos por Freya. Falcão deve provar a si mesmo e ao Gavião, que ele ainda é um herói e impedir a Sombra Nyx de ultrapassar Vanaheim, e reiniciar a grande luz que os manteve na baía. Como consequência do transporte do Falcão e Gavião, duas Sombras Nyx são transportadas para Manhattan e o resto dos Vingadores devem mantê-las longe das energias da Terra. |            |                               |               |                         |
| 38 | 12         | ""Widow's Run""               | Phil Pignotti | 22 de fevereiro de 2015 |
| Viúva Negra e Thor trabalham duro para tirar as Joias do infinito da terra, depois que a Viúva teve uma visão do Tony Stark usando as Joias do Infinito para se tornar o "Imperador Stark". O plano é escondê-las antes que Thanos retorne à Terra. Depois de uma tentativa de escondê-las em Asgard, Viúva tem um visão do Heimdall governando Asgard. Thor e Viúva Negra são atacados pelos Guardiões da Galáxia, mas os Vingadores aparecem para ajudá-los. Depois, os Vingadores são avisados pelo Doutor Estranho sobre os efeitos que as Joias do Infinito estão tendo sobre a realidade, logo em seguida Dormammusai de um portal. Vendo a queda dos Vingadores, Viúva Negra usa o poder das Joias. Ela consegue salvá-los, mas as jóias acabam dominando ela. Com a ajuda da equipe, ela consegue tirar o poder. Antes que eles possam "levá-las" para um local seguro, Thanos retorna e assume o controle delas. Os Vingadores são deixados para trás para ver o fim do universo. |            |                               |               |                         |
| 39 | 13         | ""Thanos Triumphant""         | Tim Eldred    | 1 de março de 2015      |
| Com o poder e a força das cinco Joias do Infinito, finalmente, em sua Manopla do Infinito, Thanos pretende exercer seu poder sobre o Universo, enquanto os Vingadores aparecem em uma tentativa desesperada de detê-lo. A equipe é capaz de reconstruir Arsenal e derrota Thanos. Infelizmente, Arsenal é dominado pela inteligência artificial chamado Ultron que usa os poderes absorventes do Arsenal para tomar o poder das Joias do Infinito para si mesmo. |            |                               |               |                         |
| 40 | 14         | ""Crack in the System""       | Phil Pignotti | 12 de abril de 2015     |
| Com o corpo do Arsenal e o poder das Joias do infinito em sua posse, Ultron inicia sua campanha assassina contra a humanidade, assumindo o controle das tecnologias das Indústrias HAMMER e da I.M.A.. A fim de libertar o Arsenal do controle de Ultron, Homem de Ferro ativa um Malware destruidor, a fim de desativar Ultron. Homem de Ferro descobre sua localização na base da I.M.A, usando seu detector de Ultron, o que ele não compartilha com sua equipe. Mais tarde, ele alega que ele era apenas suspeito, por isso ele não compartilhou os detalhes. Durante a briga com Ultron, Tony é capaz de injetar em Ultron o Malware destruidor com a ajuda de seus companheiros de equipe. De qualquer forma, ele destrói apenas 95% do Ultron, e ele acaba reiniciando e derrota o Homem de Ferro. Isso irrita o Capitão América, pois o Tony arriscou muitas vidas na Terra por causa dos seus sentimentos pessoais pelo Arsenal. No final, após uma discussão com Tony, o Capitão América se demite dos Vingadores. |            |                               |               |                         |
| 41 | 15         | ""Avengers Disassembled""     | Tim Eldred    | 19 de abril de 2015     |
| Depois que o Capitão América deixa os Vingadores, o Homem de Ferro continua buscando por recentes informações sobre Ultron, a Roxxon é atacada por um reconstruído Adaptoid que está sendo controlado por Ultron. Os Vingadores juntamente com o Homem-Aranha lutam contra o Adaptoid, até que o Capitão América chega. Ultron assume o controle da equipe robótica avançada da S.H.I.E.L.D.. Depois, Ultron assume o controle da Torre dos Vingadores, procedido pelo controle da armaduras do Homem de Ferro. Quando Ultron assume o controle sobre os satélites de Stark para lançar mísseis, o Homem de Ferro decide destruir a Torre e suas tecnologias para impedi-lo. Depois o Homem-Aranha tenta fracassadamente convencer o Capitão América e Homem de Ferro para pararem de brigar, os Vingadores são divididos em duas equipes, uma ao lado do Tony com Gavião Arqueiro e Thor ao seu lado, e a outra ao lado do Capitão América com Viúva Negra, Hulk e Falcão. No final do episódio, mostra-se que tudo isto era plano do Ultron. |            |                               |               |                         |
| 42 | 16         | ""Small Time Heroes""         | Phil Pignotti | 26 de abril de 2015     |
| Após a destruição da Torre dos Vingadores, e a divisão da equipe, o Homem de Ferro, Thor e Gavião Arqueiro vão lutar contra o Homem-Absorvente e a Titania. O Homem-Formiga aparece e ajuda Tony Stark a reparar sua armadura, e ainda ajuda a sua parte dos Vingadores quando agentes da I.M.A. tentam roubar as Partículas Pym para que o MODOK possa usá-las. |            |                               |               |                         |
| 43 | 17         | ""The Ultron Outbreak""       | Phil Pignotti | 28 de abril de 2015     |
| Os Vingadores se unem novamente quando o Capitão América e Homem de Ferro aprendem a aceitar as suas diferenças ao tentar salvar o mundo da destruição final, prometida por Ultron, que utiliza um nano-vírus modificado para transformar Falcão em um hospedeiro, e transportar os vírus, para transformar todos os seres humanos em "Sentinelas Ultron". O Homem-Formiga trabalha em uma cura para o "nano-vírus" depois que o Falcão é detido. Capitão América e o Homem de Ferro vão atrás de Ultron, enquanto o restante da equipe fica na cidade na tentativa de diminuir a infecção. No final, antes do Homem-Formiga curar o Falcão acorda temporariamente e consegue bloquear a transmissão para salvar todos os seres humanos transformados. Capitão América e o Homem de Ferro enfrentam Ultron, fazendo o Homem de Ferro tomar uma medida extrema para enganar Ultron, fazendo-o seguir até a "Fortaleza Aérea" da S.H.I.E.L.D., que estava com seu curso programado para o sol, graças ao Homem de Ferro. Embora Ultron tenta escapar da armadilha suicida, tentando invadir o Homem de Ferro, Arsenal domina o Ultron temporariamente e voa para o sol, enquanto Homem de Ferro é resgatado por Thor. Com os Vingadores reunidos novamente, o Capitão América e Homem de Ferro convidam o Homem-Formiga para a equipe. NOTA: Este episódio é especial, foi exibido na semana, e a trama se passa antes de "Secret Avengers." |            |                               |               |                         |
| 44 | 18         | ""Secret Avengers""           | Tim Eldred    | 10 de maio de 2015      |
| A equipe do Capitão América descobre que trabalhar para a S.H.I.E.L.D. não é tudo o que eles esperavam, quando são ordenados por Nick Fury, a seguir o Dínamo Vermelho até a Guarda do inverno. Quando o Dínamo Vermelho recebe uma chave para uma fonte de energia a equipe suspeita. |            |                               |               |                         |
| 45 | 19         | ""The New Guy""               | Tim Eldred    | 17 de maio de 2015      |
| O Homem-Formiga é oficializado como um "Vingador", além de ser revelado sua identidade como Scott Lang. O Gavião Arqueiro desconfia dele, devido a um passado mal explicado dos dois; Capitão América decide levar Scott e Gavião para a "Ilha dos Monstros", para avaliação, colocando o Gavião como avaliador. Eles são surpreendidos, quando descobrem que o Caveira Vermelha e um pequeno exercito do Dormammu estão planejando criar uma proteção contra o retorno de Thanos, declarado pelo Caveira. |            |                               |               |                         |
| 46 | 20         | ""Terminal Velocity""         | Phil Pignotti | 5 de julho de 2015      |
| Um membro do Esquadrão Supremo chamado: Speed Demon, invade a Torre dos Vingadores secretamente, e causa muita destruição. Ao tentar impedí-lo, Hulk é transformado em uma bomba gama pelo "Speed", deixando-o cada vez mais cheio de energia e próximo de explodir. Cabe a ele impedir este vilão e salvar a Torre dos planos do Esquadrão. |            |                               |               |                         |
| 47 | 21         | ""Spectrums""                 | Tim Eldred    | 12 de julho de 2015     |
| Homem-Formiga sai sozinho em uma missão, trazendo seus antigos aliados à justiça. Sua busca pela redenção leva a equipe para uma batalha épica com o "Doutor Espectro" (que era uma das pessoas que o "Homem-Formiga" vendeu sua tecnologia). Durante a batalha, Espectro usa seus poderes para manifestar os pesadelos do Homem de Ferro, Capitão America e Thor que se transforma em Ultron, Loki e Soldado Invernal para atacá-los. |            |                               |               |                         |
| 48 | 22         | ""Midgard Crisis""            | Phil Pignotti | 19 de julho de 2015     |
| Quando uma crise em um zoológico surge e Zarda aparece para ajudar, Thor fica intrigado e a segue, afinal eles são ambos guerreiros de linhagem nobre. Mas ao ficarem sozinhos, Zarda faz a Thor uma proposta que pode mudar o rumo dos Vingadores. |            |                               |               |                         |
| 49 | 23         | ""Avengers Last Stand""       | Tim Eldred    | 26 de julho de 2015     |
| O plano do Falcão Noturno se inicia e os Vingadores terão de estar um passo a frente do vilão e do Esquadrão Supremo se quiserem derrotá-los e vingar a Terra. |            |                               |               |                         |
| 50 | 24         | ""Avengers Underground""      | Phil Pignotti | 2 de agosto de 2015     |
| O Esquadrão Supremo assumiu o controle da Terra, onde eles conseguiram derrotar os atlantes seguidores do Attuma, Hulk vermelho, prender o Doutor Estranho em uma armadilha especial, e manter o Homem-Aranha ocupado com os seus robôs. Sem o conhecimento do Esquadrão e do resto do mundo, os Vingadores estão escondidos e trabalhando em um plano para salvar o planeta e parar o Esquadrão Supremo de uma vez por todas. Os Vingadores iniciam um ataque surpresa ao Esquadrão Supremo que nem mesmo o Falcão Noturno está preparado. Em desespero, como parte de seu plano de contingência, ele faz com que o Hyperion absorva os poderes do seu aliado, e ordena que ele destrua o planeta, explodindo seu núcleo. |            |                               |               |                         |
| 51 | 25         | ""New Frontier""              | Tim Eldred    | 13 de setembro de 2015  |
| A Ordem Negra (que consiste em Corvus Glaive, Proxima Midnight, Ebony Maw, Black Dwarf e Supergiant) se infiltraram numa prisão especial, onde eles acabam libertando seu mestre Thanos. Quando o Korbinite Jeter Kan Too de Nova Korbin implora aos Vingadores para salvá-los dos invasores misteriosos, a equipe acaba descobrindo que Thanos e a sua Ordem Negra estão destruindo a Nova Korbin. |            |                               |               |                         |
| 52 | 26         | ""Avengers Worlds""           | Phil Pignotti | 20 de setembro de 2015  |
| Quando Thanos e a Ordem Negra atacam a Terra, eles planejam dominar o planeta e destruir os Vingadores. A equipe dos Vingadores descobrem que eles são mais que oito heróis, os Vingadores são é uma união global. No final do episódio Tony diz ao Steve que eles precisam recrutar mais membros, mostrando um holograma global indicando a localização da Capitã Marvel, Doutor Estranho, Homem-Aranha, Pantera Negra e o Cavaleiro da Lua. |            |                               |               |                         |

## Terceira Temporada
Ultron retorna após seu aparente desaparecimento e busca vingança contra os Vingadores. Os Vingadores devem derrotá-lo, assim como novas ameaças, como os Mestres do Terror, do Barão Zemo e Kang, o Conquistador. Visão, Pantera Negra, Capitã Marvel e Ms. Marvel também aparecerão nesta temporada. O enredo é esperado para configurar uma adaptação de Guerra Civil. A terceira temporada estreou na Disney XD em 13 de março de 2016.
| Episódio série # | Episódio # | Título                                     | Dirigido por   | Exibição               |
| --- | ---------- | ------------------------------------------ | -------------- | ---------------------- |
| 53 | 01         | ""Adapting to Change""                     | Phil Pignotti  | 13 de março de 2016    |
| Depois de lutar com os Mestres do Terror formado por Besouro, Golias, e Soprano, os Vingadores reaprendem a trabalhar como uma equipe novamente, enquanto lutam com um novo e melhorado Superadaptoide, que foi desenvolvido pelo Cientista Supremo da I.M.A.. Os Superadaptoide foram desenvolvidos através de uma combinação da tecnologia Superadaptoide e um metal espacial desconhecido. |            |                                            |                |                        |
| 54 | 02         | ""The Ultimates""                          | Tim Eldred     | 20 de março de 2016    |
| Depois de absorver os restos do metal espacial utilizado pelo Superadaptoide do Cientista Supremo, Ultron está de volta e com planos para substituir a humanidade por robôs, começando com duplicatas-robô dos Vingadores, conhecidos como Ultimates. Agora os Vingadores devem agir de uma maneira que possam derrotar os Ultimates e Ultron. |            |                                            |                |                        |
| 55 | 03         | ""Saving Captain Rogers""                  | Phil Pignotti  | 27 de março de 2016    |
| Homem de Ferro e Viúva Negra partem em uma busca ao Capitão América, depois que ele supostamente foi sequestrado na Torre dos Vingadores. Na Europa, o Capitão América luta para resgatar o Bucky, que foi capturado pelo Barão Heinrich Zemo. O que realmente está acontecendo é que o Capitão América foi hipnotizado pelo Barão Helmut Zemo, que planeja por ele encontrar o laboratório do seu pai, para que ele possa encontrar o soro de super-soldado que o pai aperfeiçoou. |            |                                            |                |                        |
| 56 | 04         | ""Under Siege""                            | Tim Eldred     | 3 de abril de 2016     |
| Gavião Arqueiro deve defender a Torre dos Vingadores do Barão Zemo e os Mestres do Terror. |            |                                            |                |                        |
| 57 | 05         | ""Thunderbolts""                           | Phil Pignotti  | 10 de abril de 2016    |
| Os Vingadores lutam para parar as novas armas fabricadas por Justin Hammer, porém são ajudados e prejudicados ao mesmo tempo por uma nova equipe misteriosa de heróis conhecidos como os Thunderbolts. |            |                                            |                |                        |
| 58 | 06         | ""Thunderbolts Revealed""                  | Tim Eldred     | 17 de abril de 2016    |
| Quando os Vingadores descobrem que os Thunderbolts são realmente os Mestres do Terror, eles devem decidir se eles podem confiar a equipe vilã para achar o seu líder, o Barão Zemo. |            |                                            |                |                        |
| 59 | 07         | ""Into the Dark Dimension""                | Phil Pignotti  | 24 de abril de 2016    |
| O Doutor Estranho pede a ajuda dos Vingadores quando o Dormammu rouba o Olho de Agamotto. |            |                                            |                |                        |
| 60 | 08         | ""Dehulked""                               | Tim Eldred     | 1 de maio de 2016      |
| Um velho assistente de laboratório do Bruce Banner, Igor Drenkov, lidera seu grupo chamado SteelCorps em uma luta contra os Vingadores na Torre dos Vingadores, e usa uma arma que rouba a energia gama do Hulk. Agora sem poderes, Bruce tem que provar aos outros 'Vingadores' que ele ainda é necessário para a equipe e impedir Drenkov de usar a energia gama roubada. |            |                                            |                |                        |
| 61 | 09         | ""Inhumans Among Us""                      | Phil Pignotti  | 24 de julho de 2016    |
| Quando os habitantes da cidade Maple Falls estão assustados com o aparecimento súbito de Alfa-Primitivos vindo de uma nave acidentada, os Vingadores surgem para ajudá-los, mas colocaram-se em conflito com os Inumanos: Raio Negro, Medusa, Gorgon, Karnak, Dentinho e Seeker. Enquanto Hulk trabalha junto com Dentinho para achar o Cristal Terrigênese, para colocar em um dispositivo que vai ajudar a eliminar a névoa Terrigênese que deixou os Alfa-Primitivos loucos. Os Vingadores e Inumanos devem trabalhar em conjunto para lidar com o inumano recém-surgido chamado: Inferno. |            |                                            |                |                        |
| 62 | 10         | ""The Inhuman Condition""                  | Tim Eldred     | 31 de julho de 2016    |
| Dentinho traz os Vingadores para Attilan, quando a maioria da família real dos Inumanos foram capturados. Os Vingadores e Raio Negro descobrem que Ultron está por trás da captura dos Inumanos. Ultron começa seu próximo plano para eliminar a humanidade, usando o Raio Negro como fonte de energia. Agora os Vingadores devem libertar os Inumanos e parar Ultron antes que ele usa a sua arma perigosa na Terra. |            |                                            |                |                        |
| 63 | 11         | ""The Kids Are Alright""                   | Phil Pignotti  | 7 de agosto de 2016    |
| Capitão América e Homem de Ferro unem forças com Inferno e uma nova Inumana chamada Ms. Marvel, quando eles lutam contra um robô Ultron perdido. Inferno e Ms. Marvel dão um passeio pela Torre dos Vingadores, mas eles acabam lidando com o Fantasma, velho inimigo do Homem de Ferro cuja habilidades inumanas foram despertadas, e ele planeja roubar a S.E.X.T.A.F.E.I.R.A., e derrotar cada um dos Vingadores, um por um. |            |                                            |                |                        |
| 64 | 12         | ""The Conqueror""                          | Tim Eldred     | 14 de agosto de 2016   |
| Os Vingadores tentar parar a I.M.A. de roubar armas de alta tecnologia do futuro, depois que eles descobriram que eles aprimoraram a tecnologia do Chicote Negro e Spymaster. Sua luta com a I.M.A. atrai a atenção do líder do século 30, Kang, o Conquistador, descobrindo que era a sua tecnologia que a I.M.A. usava. |            |                                            |                |                        |
| 65 | 13         | ""Into the Future""                        | Phil Pignotti  | 21 de agosto de 2016   |
| Com a exceção de Thor, os Vingadores ficam presos no século 30 que Kang, o Conquistador rege. Com a ajuda de um Thor idoso, uma versão futura de Viúva Negra chamada Layla, e os rebeldes locais, os Vingadores tentam vencer os futuros robôs de Kang o Conquistador. |            |                                            |                |                        |
| 66 | 14         | ""Seeing Double""                          | Tim Eldred     | 28 de agosto de 2016   |
| Barão Strucker e Viúva Escarlate sequestram Hulk para o Projeto Soldado Invernal. |            |                                            |                |                        |
| 67 | 15         | ""A Friend in Need""                       | Phil Pignotti  | 11 de setembro de 2016 |
| Thor e Visão vão até Asgard, mas não esperavam que Ultron os acompanhasse. |            |                                            |                |                        |
| 68 | 16         | ""Captain Marvel""                         | Tim Eldred     | 18 de setembro de 2016 |
| Capitã Marvel e os Vingadores vão até o espaço combater um Kree que quer lançar um gás mortal na terra. |            |                                            |                |                        |
| 69 | 17         | ""Panther's Rage""                         | Micah Gunnell  | 25 de setembro de 2016 |
| Enquanto T'Challa fala diante de uma assembléia, o Capitão América protege a assembléia de Ossos Cruzados que foi contratado para assassinar T'Challa. Depois de ajudar o Capitão América a tirar Ossos Cruzados, T'Challa foge com o escudo do Capitão América, alegando que ele foi roubado de Wakanda. Em uma tentativa de recuperá-lo, Capitão América leva Homem de Ferror, Thor e Gavião Arqueiro a Wakanda para confrontar Pantera Negra, que afirma que Howard Stark roubou o Vibranium para fazer o escudo do Capitão América. Quando um remontado Ulysses Klaue ataca o Vibranium, o Pantera Negra deve colocar suas diferenças de lado para que ele e Aneka, membro das Dora Milaje, ajudem os Vingadores a lutar contra Ulysses Klaue. |            |                                            |                |                        |
| 70 | 18         | ""Ant-Man Makes It Big""                   | Tim Eldred     | 2 de outubro de 2016   |
| Após sair dos Vingadores, o Homem Formiga virou diretor de cinema e fez com que o Cabeça-de-ovo se enfurecesse com ele. |            |                                            |                |                        |
| 71 | 19         | ""The House Of Zemo""                      | Michah Gunnell | 9 de outubro de 2016   |
| O Barão Zemo traz o Barão Zemo de 1943 para o presente e acaba mandando Os Vingadores para o passado. |            |                                            |                |                        |
| 72 | 20         | ""U-Foes""                                 | Tim Eldred     | 6 de novembro de 2016  |
| Um grupo de aprimorados conhecidos como Os Alienígenas são aliados da HIDRA e representam uma grande ameaça aos Vingadores, que estão sob pressão do governo. |            |                                            |                |                        |
| 73 | 21         | ""Building the Perfect Weapon""            | Micah Gunnell  | 13 de novembro de 2016 |
| Após a saída de Hulk dos Vingadores, o substituto Hulk Vermelho está causando problemas por não conhecer o significado de equipe. |            |                                            |                |                        |
| 74 | 22         | ""World War Hulk""                         | Tim Eldred     | 20 de novembro de 2016 |
| As consequências das atitudes de Hulk Vermelho fizeram com que 'O Líder' o transformasse em uma arma descontrolada, e Hulk deve voltar para Os Vingadores para ajuda-los a deter-lo. |            |                                            |                |                        |
| 75 | 23         | ""Civil War, Part 1: The Fall of Attilan"" | Micah Gunnell  | 28 de janeiro de 2017  |
| Quando Maximus ataca uma cidade inteira, Truman Marsh decide que todos os Inumanos sejam caçados e se registrem. Quando Maximus fica irritado, ele perde o controle de seus poderes e Attilan queima no chão. Os Vingadores então decidem ajudar a registrar todos os Inumanos enquanto trabalham para derrotar Maximus. |            |                                            |                |                        |
| 76 | 24         | ""Civil War, Part 2: The Mighty Avengers"" | Tim Eldred     | 28 de janeiro de 2017  |
| Quando os Vingadores deixam o inumano Isoescapar deles sem ser registrado, Truman Marsh fica irritado e os Vingadores param de trabalhar para ele. Truman Marsh então forma uma nova equipe de Avengers chamada Poderosos Vingadores (consistindo de Hulk Vermelho, Capitã Marvel, Visão , Ms. Marvel, Pantera Negra, Homem-Formiga e Songbird) para caçar os Inumanos enquanto também frustra a trama do Barão Strucker. Mas quando os Vingadores atrapalham o esconderijo de Iso, Flint e Haechi, eles são forçados a lutar. Songbird se junta aos Vingadores originais quando ela percebe que não é isso que a coisa certa a fazer é. Os Vingadores então são presos, mas a Viúva Negra escapa. |            |                                            |                |                        |
| 77 | 25         | ""Civil War, Part 3: The Drums of War""    | Micah Gunnell  | 28 de janeiro de 2017  |
| Os Vingadores são retirados da prisão pela Viúva Negra e eles são acompanhados por Raio Negro e Medusa. Mas tudo dá errado quando os discos de registro realmente colocam os Inumanos sob controle mental. Os Poderosos Vingadores decidem se juntar aos Vingadores originais quando um deles é forçado a se registrar. Os Poderosos Vingadores e os Vingadores originais resolvem tudo e enfrentam Truman Marsh, que se mostra ser Ultron disfarçado. |            |                                            |                |                        |
| 78 | 26         | ""Civil War, Part 4: Avengers Revolution"" | Tim Eldred     | 28 de janeiro de 2017  |
| Ultron ataca Nova York e todos os Vingadores (novos e antigos) vão detê-lo. Ultron usa todos os Inumanos para atacar os humanos da Terra, para que apenas ele e seu exército de robôs sejam deixados. Os Vingadores vão se reagrupar no Sanctum Sanctorium do Doutor Estranho. Homem-Formiga e Homem de Ferro tem um jeito de desabilitar os discos de registro e alguns dos outros Vingadores vão lutar contra Ultron e os outros vão com Homem de Ferro e Homem-Formiga. O Homem-Formiga e o Homem de Ferro estão trabalhando rapidamente em uma solução, mas não antes de serem encontrados pelos Inumanos. Eles enviam os outros para lutar contra eles enquanto trabalham. Homem-Formiga e Homem encontram uma solução e testam no Inferno, e funciona. Tudo parece estar indo bem até que Ultron ordene que suas sentinelas destruam toda a vida na Terra. Ultron transfere sua consciência para um corpo de vibranium em Wakanda. Os Vingadores atacam Ultron e não conseguem detê-lo. Ultron então vai destruir os humanos quando os Vingadores forem lutar contra ele. Eles então quebram o Avenjet em Ultron. Visão então inverte o raio que Ultron usaria para destruir os humanos e atinge Ultron. Ultron então se move sobre suas consciências para a Armadura do Homem de Ferro e sua mente. Assim como os Vingadores estão prestes a destruir Ultron e Tony, Doutor Estranho aparece e cria uma dimensão onde Ultron não poderá voltar. Tony e os Vingadores originais entram na dimensão e Doutor Estranho salva Tony. Mas ele tem que ficar na dimensão para que Ultron não possa sair. Os Vingadores voltam para a Terra e deixam Tony, mas Falcão liga o sistema de comunicação para ser interdimensional para que eles possam se comunicar com Tony. |            |                                            |                |                        |

## Quarta Temporada
Esta temporada lida com os Vingadores espalhados pelo tempo e pelo espaço por uma nova encarnação da Cabal, enquanto o Pantera Negra monta outra encarnação dos Vingadores para encontrá-los a tempo de salvar o universo.
| Episódio série # | Episódio # | Título                               | Dirigido por              | Exibição              |
| --- | ---------- | ------------------------------------ | ------------------------- | --------------------- |
| 79 | 1          | "Avengers No More - Part 1"          | Tim Eldred Michah Gunnell | 17 de junho de 2017   |
| Enquanto os Vingadores descobrem uma maneira de devolver o Homem de Ferro à sua realidade sem trazer Ultron, eles conseguiram evitar que Fantasma roubasse a tecnologia das Indústrias Stark na Stark Expo monitorada pela estagiária interna de pesquisa dimensional da Indústrias Stark, Jane Foster, de quem Thor gosta . Depois de passar o protótipo do reator arc, Líder dirige-se ao Consulado Wakandano para roubar o Vibranium de seu exército de Humanoides. Quando um Thor cheio de culpa ajuda Pantera Negra a derrotar Líder quando os Vingadores chegarem, Líder convoca sua nova encarnação da Cabala (consistindo de Arnim Zola, Encantor, Executor e Kang, o Conquistador) para lutar contra os Vingadores enquanto se aproveita do Homem de Ferro não está lá. |            |                                      |                           |                       |
| 80 | 2          | "Avengers No More - Part 2"          | Tim Eldred Michah Gunnell | 17 de junho de 2017   |
| Quando os Vingadores ficam presos pelos efeitos do Expansor Estático feito com a tecnologia roubada da das Indústrias Stark, o Pantera Negra escapa com o Vibranium roubado e evita o Executor para conseguir que um time o ajude. Ao despertar Visão que o ajuda a lutar o Executor e seu animal de estimação asgardiano dire wolf, bem como Encantor recuperando o Vibranium para Líder, Pantera Negra e Visão devem liderar o Homem-Formiga, Capitã Marvel, Ms. Marvel e Vespa (como The All-New, Todos os Diferentes Vingadores) em encontrar os Vingadores para que eles possam parar a Cabala. |            |                                      |                           |                       |
| 81 | 3          | "The Sleeper Awakens"                | Tim Eldred                | 27 de agosto de 2017  |
| Depois que os Vingadores desapareceram sem deixar rasto após uma briga com a Cabala, Pantera Negra trouxe os Novos Vingadores para sua nova mansão. Eles acham o Capitão América está vivo, mas Visão descobre que ele é um robô enviado pelo Caveira Vermelha, que chamou os Novos Vingadores para pedir ajuda quando sua nova inteligência artificial, o sistema Sleeper gira sobre ele. Visão repara este Skullbot e o mantém como animal de estimação. |            |                                      |                           |                       |
| 82 | 4          | "Prison Break"                       | Micah Gunnell             | 27 de agosto de 2017  |
| Yelena Belova retorna onde ela está se chamando Crimson Widow. Ela se alia com Zarda e Typhoid Mary em um plano para brotar de todos os detentos no Vault. Apenas o Capitão Marvel e a Vespa devem evitar essa fuga. |            |                                      |                           |                       |
| 83 | 5          | "The Incredible Herc"                | Tim Eldred                | 27 de agosto de 2017  |
| Hércules aparece na Terra querendo ser um membro dos Novos Vingadores. No entanto, acontece que ele está se escondendo de Ares, que está tentando roubar a chave para o Tártaro dele. Ao mesmo tempo, a Capitã Marvel e o Pantera Negra discutem sobre quem é o líder da nova equipe. |            |                                      |                           |                       |
| 84 | 6          | "Show Your Work"                     | Micah Gunnell             | 27 de agosto de 2017  |
| Treinador relutantemente se alia aos Novos Vingadores para impedir que o MODOK repovoe a Terra com seus clones. Ao mesmo tempo, ele tenta ensinar a Ms. Marvel como tomar atalhos na vida contra o julgamento de Visão. |            |                                      |                           |                       |
| 85 | 7          | "Sneakers"                           | Tim Eldred                | 27 de agosto de 2017  |
| Homem-Formiga e Pantera Negra voam para Wakanda quando o Barão Helmut Zemo vai atrás de uma poderosa relíquia escondida pelo pai do Pantera Negra, T'Chaka, e pelo Barão Heinrich Zemo. |            |                                      |                           |                       |
| 86 | 8          | "Why I Hate Halloween"               | Micah Gunnell             | 8 de outubro de 2017  |
| No Halloween, os Vingadores invadem uma base subterrânea de Hidra, onde descobrem que sua cientista, Whitney Frost, tem feito experiências relacionadas a vampiros. Ao levá-la para a casa segura Beach House em Vermont, enquanto os outros lutam contra os vampiros atacantes, Gavião Arqueiro deve proteger Whitney Frost das forças vingativas de Drácula e seus vampiros, mesmo quando Ossos Cruzados e Crimson Widow aparecem para recuperar Whitney Frost. - Nota #1: Wynn Everett reprisa seu papel de Whitney Frost, tal qual em Agent Carter. - Nota #2: Apesar da exibição na quarta temporada, a linha do tempo desse episódio ocorre durante a terceira temporada.                                                                                                  |            |                                      |                           |                       |
| 87 | 9          | "The Once and Future Kang"           | Micah Gunnell             | 15 de outubro de 2017 |
| Depois que Jane Foster encontra onde cada um dos Vingadores está localizado, ela fornece os braceletes de cordas especiais dos Novos Vingadores para resgatar os Vingadores do local onde a Cabala está supervisionando. Visão e Vespa vão para o futuro para salvar Falcão, que uniu forças com Kang, o Conquistador. Eles devem trabalhar com os rebeldes liderados por uma versão futura do Hulk Vermelho, a fim de libertar o Falcão do controle de Kang, o Conquistador. - Nota:A partir deste episódio, Falcão se parece com a versão apresentada no Universo Cinematográfico Marvel. |            |                                      |                           |                       |
| 88 | 10         | "Dimension Z"                        | Tim Eldred                | 15 de outubro de 2017 |
| O Homem-Formiga viaja para outra dimensão chamada Dimensão Z para resgatar a Viúva Negra, o Capitão América e o Gavião Arqueiro de Arnim Zola, operários com lavagem cerebral e um grupo de Doughboys. |            |                                      |                           |                       |
| 89 | 11         | "The Most Dangerous Hunt"            | Tim Eldred                | 22 de outubro de 2017 |
| No deserto de Asgard, Pantera Negra e Hulk encontram-se acorrentados e fugindo do Executor, que usa um cristal especial em seu machado para controlar as transformações de Hulk. Ao chegar a Asgard para acessar a Ponte Bifrost, eles devem evitar o Executor, Ulik e um companheiro Rock Troll, e um grupo de Goblins Asgardianos. |            |                                      |                           |                       |
| 90 | 12         | "Under the Spell of the Enchantress" | ASD                       | 22 de outubro de 2017 |
| Capitã Marvel e a Ms. Marvel viajam para um asteroide gelado para resgatar Thor de Encantor. Elas lutam contra Encantor, que fez uma lavagem cerebral em Thor para ser seu guarda-costas, bem como lutar contra guerreiros e monstruosos bonecos de neve. |            |                                      |                           |                       |
| 91 | 13         | "The Return"                         | Micah Gunnell             | 22 de outubro de 2017 |
| Depois de retornar à Terra, os Vingadores e os Novos Vingadores descobrem que a Terra foi tomada por Loki, que usou o Caixão dos Antigos Invernos e revelou ser o verdadeiro líder da Cabala. Os Vingadores e os Novos Vingadores devem lutar contra Loki e seu exército de Trolls de Gelo, evitando que as naves World Breaker acima de Manhattan destruam a Terra. |            |                                      |                           |                       |
| 92 | 14         | "New Year's Resolution"              | Tim Eldred                | 3 de dezembro de 2017 |
| Passado e presente colidem na véspera de Ano Novo, quando Howard Stark e Peggy Carter são trazidos de 1949 ao presente. Eles se juntam a Homem de Ferro e Capitão América para salvar o fluxo de tempo de Kang, o Conquistador, que procura eliminar Howard Stark ou Tony Stark para garantir que seu inimigo Homem de Ferro 2020 não exista. Ao mesmo tempo, descobriu-se que o doutor Fausto foi levado para o passeio, quando Howard e Peggy o trancaram no baú depois de prendê-lo. - Nota #1: Hayley Atwell reprisa seu papel de Peggy Carter, tal qual no Universo Cinematográfico Marvel. - Nota #2: Apesar da exibição na quarta temporada, a linha do tempo desse episódio ocorre durante a terceira temporada.                                                         |            |                                      |                           |                       |
| 93 | 15         | "The Eye of Agamotto - Part 1"       | Tim Eldred                | 7 de janeiro de 2018  |
| Os Vingadores e os Novos Vingadores lutam contra a Hidra quando partem para um armazém da S.H.I.E.L.D. cheio de itens mágicos e fugem com um talismã específico. Para encontrar onde o talismã é levado, os Vingadores e os Novos Vingadores se dividem em dois grupos. Capitão América e Pantera Negra partem para Hong Kong, onde encontram o Barão Mordo trabalhando no Talismã de Kaluu. Durante esse tempo, a irmã de Pantera Negra, Shuri, pega o Pantera Negra e o Capitão América querendo fazer mais por Wakanda. |            |                                      |                           |                       |
| 94 | 16         | "The Eye of Agamotto - Part 2"       | Micah Gunnell             | 7 de janeiro de 2018  |
| Após a derrota do Barão Mordo, a pessoa misteriosa que o prendeu em outra dimensão precisa de ajuda para procurar o Doutor Estranho quando o Capitão América e o Pantera Negra o levam de volta ao Compartimento dos Vingadores, onde o Doutor Estranho os ataca. Ele identifica a pessoa misteriosa como Agamotto que planeja recuperar o Olho de Agamotto e limpar toda a Terra do seu caos. Ele começa usando uma maldição sombria para assumir o controle do Capitão América e do Pantera Negra. Agora Doutor Estranho e os restantes Vingadores devem encontrar uma maneira de derrotar Agamotto. |            |                                      |                           |                       |
| 95 | 17         | "Beyond"                             | Tim Eldred                | 14 de janeiro de 2018 |
| Depois que os Vingadores são transportados para um estranho mundo novo chamado Battleworld e encontram a Torre dos Vingadores reconstruída no domínio da Egito, eles encontram o Beyonder, que afirma que eles estão aqui para o seu experimento. Enquanto explora a Egito, o Capitão América e a Viúva Negra encontram o Homem de Ferro devido à dimensão em que foi colocado no domínio da Terra Não-Tecnológica. Em uma pirâmide na Egito, o Capitão América, a Viúva Negra e o Homem de Ferro combatem o misterioso Cavaleiro da Lua, bem como um exército de múmias com habilidades baseadas na areia. |            |                                      |                           |                       |
| 96 | 18         | "Underworld"                         | Micah Gunnell             | 14 de janeiro de 2018 |
| Loki aparece na Torre dos Vingadores, onde ele quer ajudá-los a voltar à Terra, enquanto Beyonder leva consigo partes de Asgard. Enquanto procuram pela Ponte Bifrost quando exploram o Submundo de Battleworld domínio do Submundo de Nova York, Homem de Ferro, Thor, Hulk e Loki devem lutar contra a Encantor, assim como os Trolls de Pedra de Nidavellir e criaturas que operam em uma névoa estranha. |            |                                      |                           |                       |
| 97 | 19         | "The Immortal Weapon"                | Tim Eldred                | 14 de janeiro de 2018 |
| Homem de Ferror e Loki começam a reconstruir a ponte Bifrost. Enquanto tenta recuperar a espada de Heimdall de K'un-Lun, Pantera Negra e Falcão se unem com Punho de Ferro para derrotar Drácula (que foi possuído pelo Veneno Simbionte o suficiente para torná-lo imune à luz solar) e seus vampiros. Além disso, Drácula planeja se dirigir a um domínio distante de Battleworld que é preenchido com mais simbiontes para capacitar seu exército de vampiros. |            |                                      |                           |                       |
| 98 | 20         | "The Vibranium Coast"                | Micah Gunnell             | 14 de janeiro de 2018 |
| Enquanto Homem de Ferro e Loki continuam a reconstruir a Ponte Bifrost, Homem-Formiga e Ms. Marvel são enviados para o Mar do Caveira Vermelha em algum lugar fora da Costa do Vibranium para encontrar algum Vibranium. Enquanto no Mar do Caveira Vermelha, Homem-Formiga e Ms. Marvel se juntam relutantemente com uma versão pirata de Typhoid Mary para combater o malvado pirata Dread Skull (uma versão pirata de Caveira Vermelha), seu primeiro-parceiro Ossos Cruzados e um exército de Skullbots. |            |                                      |                           |                       |
| 99 | 21         | "Weirdworld"                         | Tim Eldred                | 4 de março de 2018    |
| No domínio de Weirdworld no Battleworld, Viúva Negra e Capitã Marvel descobrem que Bruce Banner está caçando Hulk. As duas devem impedir que o agora separado Bruce Banner e Hulk machuquem um ao outro. Além disso, elas também devem lutar contra a malvadoaMorgan le Fay, que levou Bruce Banner a capturar Hulk para que ela possa aproveitar seus poderes e usá-los para dominar o resto do Battleworld. |            |                                      |                           |                       |
| 100 | 22         | "Westland"                           | Micah Gunnell             | 4 de março de 2018    |
| Gavião Arqueiro, Visão, Loki e Vespa dirigem-se para Westland, um antigo domínio Velho Oeste que também contém dinossauros para encontrar o Doutor Estranho. Eles o encontram trabalhando como seu médico no meio de um ataque por um Kree Conquest Hive, onde Gavião Arqueiro está temporariamente cego. Depois de encontrar Rocket Raccoon e Groot depois que sua nave caiu, Visão descobre que Jane Foster está operando como xerife da Westland sob o pseudônimo de Jane Calamidade Foster. |            |                                      |                           |                       |
| 101 | 23         | "The Citadel"                        | Tim Eldred                | 11 de março de 2018   |
| Capitão América e Homem de Ferro são capturados pelo Beyonder e pelo time de bandidos que ele montou de Homem-Absorvente, Ares, Crimson Widow e MODOK. Enquanto o Capitão América trabalha para escapar dos vilões no covil de Beyonder, Beyonder revela ao Homem de Ferro a verdade de sua experiência. |            |                                      |                           |                       |
| 102 | 24         | "The Wastelands"                     | Micah Gunnell             | 11 de março de 2018   |
| Antes que eles possam usar a Bifrost para desfazer o BattleWorld, os Vingadores devem derrotar Ares e um exército de Motoqueiros Fantasmas. Enquanto o Doutor Estranho e Loki trabalham no Bifrost, Thor joga Mjolnir para Jane Foster quando ela fica presa no ataque de areia movediça de Beyonder, transformando-a em uma Thor feminina. |            |                                      |                           |                       |
| 103 | 25         | "All Things Must End"                | Tim Eldred                | 11 de março de 2018   |
| Depois que Loki se torna o Mago Supremo após a derrota de Beyonder, os Vingadores são a única força entre ele e a dominação do universo, mesmo depois que ele derrotou Odin. Enquanto os Vingadores e os Novos Vingadores lutam contra um exército de Sem-mentes, Doutor Estranho e Thor (Jane Foster) formam o resgate de Thor, mesmo quando Loki libera o All Dark. |            |                                      |                           |                       |

## Quinta Temporada
Em 22 de julho de 2017, a Marvel renovou Avengers Assemble para uma quinta temporada intitulada Avengers: Black Panther Quest centrada em torno de Pantera Negra e ocorrendo após os eventos das Guerras Secretas. Esta é uma nova temporada de Avengers Assemble com um novo estilo de animação.
- Nota': Este episódio é dedicado a memória de Stan Lee.

| Episódio série # | Episódio # | Título                          | Dirigido por  | Exibição                |
| --- | ---------- | ------------------------------- | ------------- | ----------------------- |
| 104 | 1          | "Shadow of Atlantis - Part 1"   | Micah Gunnell | 23 de setembro de 2018  |
| Pantera Negra organiza uma festa para dar aos Vingadores e seus convidados uma introdução formal de Shuri até que ocorra um ataque de soldados Atlantes liderados pelo general de Attuma, Tubarão-Tigre. Quando o Tubarão-Tigre sopra o Chifre de Netuno, ele invoca um monstro marinho enquanto Thor, o Capitã Marvel e a Ms. Marvel trabalham para impedir que ele destrua a ponte. |            |                                 |               |                         |
| 105 | 2          | "Shadow of Atlantis - Part 2"   | Tim Eldred    | 23 de setembro de 2018  |
| Suspeito de Attuma após a derrota de Tubarão-Tigre, Pantera Negra e Shuri partem em missão perigosa para Atlantiântida. Enquanto o Pantera Negra se infiltra no palácio para obter respostas de um Tubarão-Tigre preso por que ele estava atrás de um emblema wakandano, Shuri se mistura com os diplomatas onde ela encontra o embaixador de Wakanda, N'Jadaka que tem uma agenda secreta que Pantera Negra e Attuma não conhece. |            |                                 |               |                         |
| 106 | 3          | "Into the Deep"                 | Micah Gunnell | 30 de setembro de 2018  |
| Enquanto os Vingadores lutam contra os soldados atlantes, Tubarão-Tigre invadiu a Embaixada wakandana com seus soldados de elite, enquanto Pantera Negra resgata Shuri dele. Depois que os Vingadores derrubam alguns de seus seguidores, Tubarão-Tigre segue para a galeria de arte cultural da embaixada para roubar uma jarra para seu misterioso benfeitor. |            |                                 |               |                         |
| 107 | 4          | "The Panther and the Wolf"      | Tim Eldred    | 7 de outubro de 2018    |
| Pantera Negra e Shuri retornam a Wakanda para procurar outros inimigos à luz de N'Jadaka e Tubarão-Tigre sendo associados ao Conselho das Sombras. Eles se deparam com o irmão adotivo do Pantera Negra, Lobo Branco, que teria uma suposta lista de conhecidos agentes do Conselho das Sombras. Quando o Pantera Negra corre atrás dele, eles são atacados por M'Baku e seus mercenários que se aliaram ao Conselho das Sombras. |            |                                 |               |                         |
| 108 | 5          | "The Zemo Sanction"             | Micah Gunnell | 14 de outubro de 2018   |
| Depois de prender o wakandano N'Basa que está do lado do Conselho das Sombras, Pantera Negra informa ao Capitão América em uma transmissão que a lista que Lobo Branco lhe deu mencionou o Barão Zemo muitas vezes, como foi mencionado que Heinrich Zemo liderou o Concílio das Sombras na década de 1940 Seguindo Zemo até Château le Fay na Suíça, Pantera Negra descobre que Barão Zemo está planejando destruir os arquivos de seu pai antes que caia nas mãos erradas. Ambos devem trabalhar juntos quando o Tubarão-Tigre atacar os arquivos do Conselho das Sombras. |            |                                 |               |                         |
| 109 | 6          | "Mists of Attilan"              | Tim Eldred    | 21 de outubro de 2018   |
| Depois que Pantera Negra e as Dora Milaje frustram o plano de Ossos Cruzados de levar a Hidra a invadir Wakanda, Pantera Negra leva a Ms. Marvel para uma missão em Attilan. Devido ao fato de o avô de T'Challa, T'Chanda, fazer uma promessa a ele, Raio Negro e Medusa relutam em desistir da peça de uma chave. Isso faz com que Pantera Negra e Ms. Marvel o obtenham enquanto Raio Begro e Medusa estão discutindo, já que eles também lidam com a metamorfa Princesa Zanda de Narobia, que está no Conselho das Sombras. |            |                                 |               |                         |
| 110 | 7          | "T'Challa Royale"               | Micah Gunnell | 28 de outubro de 2018   |
| Enquanto Barão Zemo continua a descriptografar os arquivos de seu pai, T'Challa descobre que os computadores de Wakanda foram hackeados e rastreia para Pele to Pelr, que T'Chaka e N'Jadaka não conseguiram desenvolver devido a atividades vulcânicas. Após a chegada, ele é caçado por Kraven, o caçador como parte do último episódio de "Kraven's Amazing Hunt" sobre N'Jadaka permitindo que ele e sua equipe de produção em Pele to Pele. Mesmo quando ele derrotar Kraven, ele ainda terá que enfrentar N'Jadaka em seu apelido de Killmonger. Enquanto isso, Shuri e Zemo trabalham para eliminar o vírus do Conselho das Sombras dos sistemas de computador de Wakanda. |            |                                 |               |                         |
| 111 | 8          | "The Night Has Wings"           | Tim Eldred    | 4 de novembro de 2018   |
| Depois de assistir a um evento realizado por Tony Stark que o seguiu frustrando o assalto a banco de Ossos Cruzados, Pantera Begra responde a um sinal de socorro em uma vila wakandana que foi atacada por um grupo de monstros das antigas histórias wakandanas chamados de Kawulo. Pantera Negra descobre que Ulysses Klaue está por trás dos ataques com a ajuda de alguns mercenários e morcegos emissores de sons que se aninham nas cavernas do Vibranium durante séculos. Estes morcegos foram armados por Ulysses, que os equiparam com colares especiais para os militarizar. |            |                                 |               |                         |
| 112 | 9          | "Mask of the Panther"           | Micah Gunnell | 11 de novembro de 2018  |
| Após frustrar o assalto de um hiper-canhão por Treinador, o Pantera Negra se dirige à Antártida com o Capitão América, onde eles encontram Gavião Arqueiro e uma curada Whitney Frost na Base de Zebra da SHIELD, onde encontram um submarino wakandano chamado Cortador de Yemandi no gelo, Pantera Negra suspeita que o fragmento chave final está a bordo. |            |                                 |               |                         |
| 113 | 10         | "The Good Son"                  | Tim Eldred    | 18 de novembro de 2018  |
| Embora surpreso que o Barão Zemo esteja na companhia do Pantera Negra, o Capitão América encontra Pantera Negra e Shuri para aprender sobre a Chave da Pantera que o Conselho das Sombras usou para armar um poderoso artefato wakandano antes do avô do Capitão América e do Pantera Negra. Quando a remontada Chave da Pantera é roubada durante um blecaute, M'Baku escapa de sua cela enquanto Lobo Branco tem seus próprios planos para manter a Chave da Pantera segura, o que conflita com os planos do Capitão América e do Pantera Negra para ela. |            |                                 |               |                         |
| 114 | 11         | "The Lost Temple"               | Kalvin Lee    | 25 de novembro de 2018  |
| Em um observatório oculto, Pantera Negra, Capitão América, Shuri e Barão Zemo encontram a localização do Templo Encoberto quando são transportados para o outro lado da Lua. Depois de ver uma transmissão gravada de T'Chanda na interface do Templo, Pantera Negra, Capitão América, Shuri e Barão Zemo encontram a porta contendo o artefato mais perigoso chamado Coroa enquanto o Templo Encoberto é atacado por Killmonger, Ulysses Klaue, Madame Máscara e Tubarão-Tigre, o ataque derruba o Templo Encoberto fora de órbita. |            |                                 |               |                         |
| 115 | 12         | "Descent of the Shadow"         | Tim Eldred    | 2 de dezembro de 2018   |
| Após a derrota de Madame Máscara e Ulysses Klaue, Pantera Negra, Capitão América, Shuri e Barão Zemo procuram a Coroa que o Conselho das Sombras está perseguindo enquanto a Princesa Zanda e o Tubarão-Tigre os alcançam e ajudam Killmonger. O restante dos Vingadores aparece para ajudar a combater os membros do Conselho das Sombras até que o Barão Zemo coloque a coroa em si mesmo e comece a ficar instável por não ter sido usado em Wakanda. |            |                                 |               |                         |
| 116 | 13         | "The Last Avenger"              | Kalvin Lee    | 2 de dezembro de 2018   |
| Depois que o Capitão América supostamente sacrificou sua vida para impedir que a Coroa emite um pulso destrutivo, Pantera Negra e Shuri trabalham para trazer a Coroa de volta a Wakanda antes que ela exploda. Os Vingadores os perseguem depois que a Viúva Negra afirmar que Pantera Negra "matou" o Capitão América. Como Pantera Negra é incapaz de argumentar com os Vingadores, com todos os seus segredos sendo revelados, Pantera Negra e Shuri estão salvaguardando a Coroa até que eles consigam encontrar uma maneira de voltar para Wakanda. |            |                                 |               |                         |
| 117 | 14         | "The Vibranium Curtain, Part 1" | Tim Eldred    | 6 de janeiro de 2019    |
| Tony Stark detém um memorial para o Capitão América após a sua alegada morte e afirma que o Pantera Negra foi responsável, ao mesmo tempo que negava qualquer conhecimento sobre as armas de Wakanda. Além disso, Tony também menciona que as nações do mundo prometeram unidade contra Wakanda, incluindo a Atlântida. Depois de fazer algum treinamento, Pantera Negra entra nos Estados Unidos para rastrear a localização de Ulysses Klaue e o Vault, a fim de obter algumas respostas sobre onde Killmonger está, enquanto evita os Vingadores e o Soldado Invernal. |            |                                 |               |                         |
| 117 | 15         | "The Vibranium Curtain, Part 2" | Kalvin Lee    | 6 de janeiro de 2019    |
| Tony Stark detém um memorial para o Capitão América após a sua alegada morte e afirma que o Pantera Negra foi responsável, ao mesmo tempo que negava qualquer conhecimento sobre as armas de Wakanda. Além disso, Tony também menciona que as nações do mundo prometeram unidade contra Wakanda, incluindo a Atlântida. Depois de fazer algum treinamento, Pantera Negra entra nos Estados Unidos para rastrear a localização de Ulysses Klaue e o Vault, a fim de obter algumas respostas sobre onde Killmonger está, enquanto evita os Vingadores e o Soldado Invernal. - 'Nota: Este episódio mostra que esta temporada acontece no universo de Marvel's Spider-Man, em oposição às temporadas anteriores sendo colocadas no universo de Ultimate Spider-Man. |            |                                 |               |                         |
| 118 | 16         | "T'Chanda"                      | Tim Eldred    | 13 de janeiro de 2019   |
| Agora que eles têm Ulysses Klaue em suas mãos, Pantera Negra e Shuri o levam ao Salão dos Reais que é o local de descanso dos reis e rainhas de Wakanda, enquanto Klaue afirma que Killmonger queria usar a Coroa para explorar os segredos de Wakanda. Wakanda para que ele possa assumir Wakanda. Eles começam com o túmulo de T'Chanda onde Pantera Negra usa a Coroa para aprender sobre o passado de seu avô que envolveu T'Chanda, Capitão América e Peggy Carter lidando com uma troca de tecnologia wakandana entre agentes da Hidra liderados pelo Barão Heinrich Zemo e Arnim Zola e o Conselho das Sombras. Embora isso fosse um truque do Barão Zemo e Arnim Zola para capturar T'Chanda e levá-lo a abrir uma caixa para o Conselho das Sombras chamado Caixa de Yemandi. - Nota: Stan Lee faz a voz de um general do exército. Este episódio foi um dos últimos trabalhos de Stan Lee antes de falecer em 12 de novembro de 2018 de pneumonia por aspiração. |            |                                 |               |                         |
| 119 | 17         | "Yemandi"                       | Tim Eldred    | 20 de janeiro de 2019   |
| Depois de ver as memórias de T'Chanda, Pantera Negra usa a coroa para aprender sobre o passado da Rainha Yemandi, que começou quando Yemandi derrotou o Highland Grizzly e enfrentou um Thor mais jovem para a Lança de Bashenga como prêmio. Enquanto Thor procura uma arma que seja digna de um príncipe, ele pega uma carona no Yemandi's Cutter e acompanha Yemandi em uma missão para encontrar o Núcleo de Bashenga. Quando Morgana le Fay também alveja o Núcleo de Bashenga para usar em sua trama para dominar o mundo e transformar Thor em um sapo, Yemandi e Thor devem trabalhar juntos para recuperar o Núcleo de Bashenga e derrotar Morgan le Fay que remodelou o Núcleo de Bashenga na Coroa. |            |                                 |               |                         |
| 120 | 18         | "Bashenga"                      | Tim Eldred    | 27 de janeiro de 2019   |
| Depois de ver as memórias de Yemandi, Pantera Negra usa a Coroa para aprender sobre o passado do fundador de Wakanda, Bashenga, que começou quando ele e sua irmã gêmea, Bask, descobriram o Vibranium enquanto fugiam de alguns guerreiros atlantes. Eles também encontram um núcleo vermelho subterrâneo que estava em um asteróide de vibranium. Depois que Wakanda é desenvolvida por Bashenga, Bask ainda está viciada no núcleo vermelho, enquanto ela quer usar seus poderes nos atacantes atlantes e outros inimigos de Wakanda. Muito em breve, ela percebe que o Pantera Negra está assistindo os eventos se desenrolarem e usa seus poderes para prender sua mente dentro da Coroa, onde ela o ataca até que ele encontra T'Chaka e o Capitão América. |            |                                 |               |                         |
| 121 | 19         | "King Breaker - Part 1"         | Kalvin Lee    | 10 de fevereiro de 2019 |
| Para entrar no lado bom de Attuma, sua filha Elanna, e Comandante Orka, Homem de Ferro teve Viúva Negra apreendendo Killmonger e Tubarão-Tigre. Agora que o Capitão América está fora da dimensão de bolso da Coroa, ele descobre que a Viúva Negra era na verdade a Princesa Zanda disfarçada. Com o Capitão América ainda se recuperando e Shuri mantendo o olho em Bask, o Pantera Negra libera o Lobo Branco para entrar na Atlântida e impedir que o Conselho das Sombras inicie uma guerra. |            |                                 |               |                         |
| 122 | 20         | "King Breaker - Part 2"         | Tim Eldred    | 10 de fevereiro de 2019 |
| Com a trama da princesa Zanda exposta e Lady Elanna levando Gavião Arqueiro para a enfermaria, antera Negra vai até a sala do trono da Atlântida para desativar a bomba que a Princesa Zanda colocou na armadura de Tony Stark. Uma vez que a bomba é descartada, Pantera Negra, Lobo Branco, Lady Elanna, Attuma e Tony Stark devem trabalhar juntos para salvar a Atlântida antes que ela seja destruída, enquanto também luta contra um Destruidor que acaba matando Attuma. Os Vingadores tomam Killmonger como prisioneiro para descobrir onde a verdadeira Viúva Negra está sendo mantida em cativeiro, enquanto Elanna libera Tubarão-Tigre para se preparar para sua vingança contra Killmonger e uma guerra planejada com o mundo da superfície. |            |                                 |               |                         |
| 123 | 21         | "Widowmaker"                    | Kalvin Lee    | 17 de fevereiro de 2019 |
| Com as informações dadas a eles por Killmonger, Pantera Negra, Homem de Ferro e Capitão América procuram a base do Conselho das Sombras para encontrar Black Widow. Eles traçam sua localização para um La Isla Sombra que nega toda a tecnologia. Ao explorar um laboratório abandonado, Pantera Negra, Homem de Ferro e Capitão América encontram Viúva Nega, que explica que o laboratório foi onde eles desenvolveram monstros de plantas como parte de seu programa de super soldados. Depois, Pantera Negra descobre que Bask acordou e se aliou a Killmonger e Madame Máscara enquanto também libertava M'Baku e Ulysses Klaue. |            |                                 |               |                         |
| 125 | 22         | "Atlantis Attacks"              | Tim Eldred    | 24 de fevereiro de 2019 |
| Bask derrotou Pantera Negra e assume o controle de Wakanda. Antes que Bask possa ter o Pantera Negra executado, o Lobo Branco resgata o Pantera Negra e eles fogem com Ulysses Klaue como refém. Como Shuri é agora um prisioneiro de Bask, Pantera Negra e Lobo Branco trabalham para obter ajuda dos morcegos gigantes. Em retaliação pelo laser de Madame Máscara sendo disparado contra Atlantis por Bask, Elanna e Tiger Shark levam os atlantes a atacar para chegar a Bask. Com Wakanda na ameaça de afundar e Bask ter sacrificado sua vida para deter o laser, o Pantera Negra agora deve usar a Coroa para salvar Wakanda. Pantera Negra consegue salvar Wakanda, e está prestes a fazer as pazes com Elanna e Atlântida, mas ouve a morte de Lobo Branco nas mãos de Tubarão-Tigre. Ele violentamente ataca Tubarão-Tigre, mas se afasta de matá-lo. Em vez disso, ele novamente escolhe a paz, Elanna dá o Tubarão-Tigre para ser julgado por Wakanda, enquanto o Pantera Negra dá a Killmonger para ser julgado pela Atlântida, significando a paz entre as duas nações. Com Shuri agora coroada rainha de Wakanda, o Pantera Negra aproveita a oportunidade para refletir sobre o que fazer em seguida, mas sabe que o Pantera Negra sempre será necessária para Wakanda e para o mundo. |            |                                 |               |                         |
| 126 | 23         | "House of M"                    | Kalvin Lee    | 24 de fevereiro de 2019 |
| Os Vingadores atacam uma base HIDRA e descobrem que Arnim Zola foi desmantelado. Eles se deparam com Pantera Negra, que estava perseguindo Madame Máscara, e logo são atacados por Caveira Vermelha, Ossos Cruzados, Crimson Widow e Typhoid Mary, mesmo quando Arnim Zola é reativado. As ações passadas do Pantera Negra, dos Vingadores e da HIDRA voltaram a assombrá-los quando Madame Máscara levou o Homem de Ferro e o Caveira Vermelha em cativeiro a fim de aproveitar o conhecimento de sua tecnologia e unificar o mundo em seu caminho. Agora, Pantera Negra e Gavião Arqueiro devem deixar de lado suas diferenças e rancores passados para impedir Madame Máscara. |            |                                 |               |                         |